# Nujalik
Na mitologia inuit Nujalik é a deusa da caça terrestre, em oposição a Sedna, deusa da caça na água.